# Legitimitate (politică)
În politologie, legitimitatea este dreptul și recunoașterea unei autorități, în general legea pe baza căreia guvernează un regim politic. Dacă „autoritatea” denotă o poziție anume într-un guvern în funcție, termenul „legitimitate” denotă un sistem de guvernare — unde „guvernare” denotă „sferă de influență”.

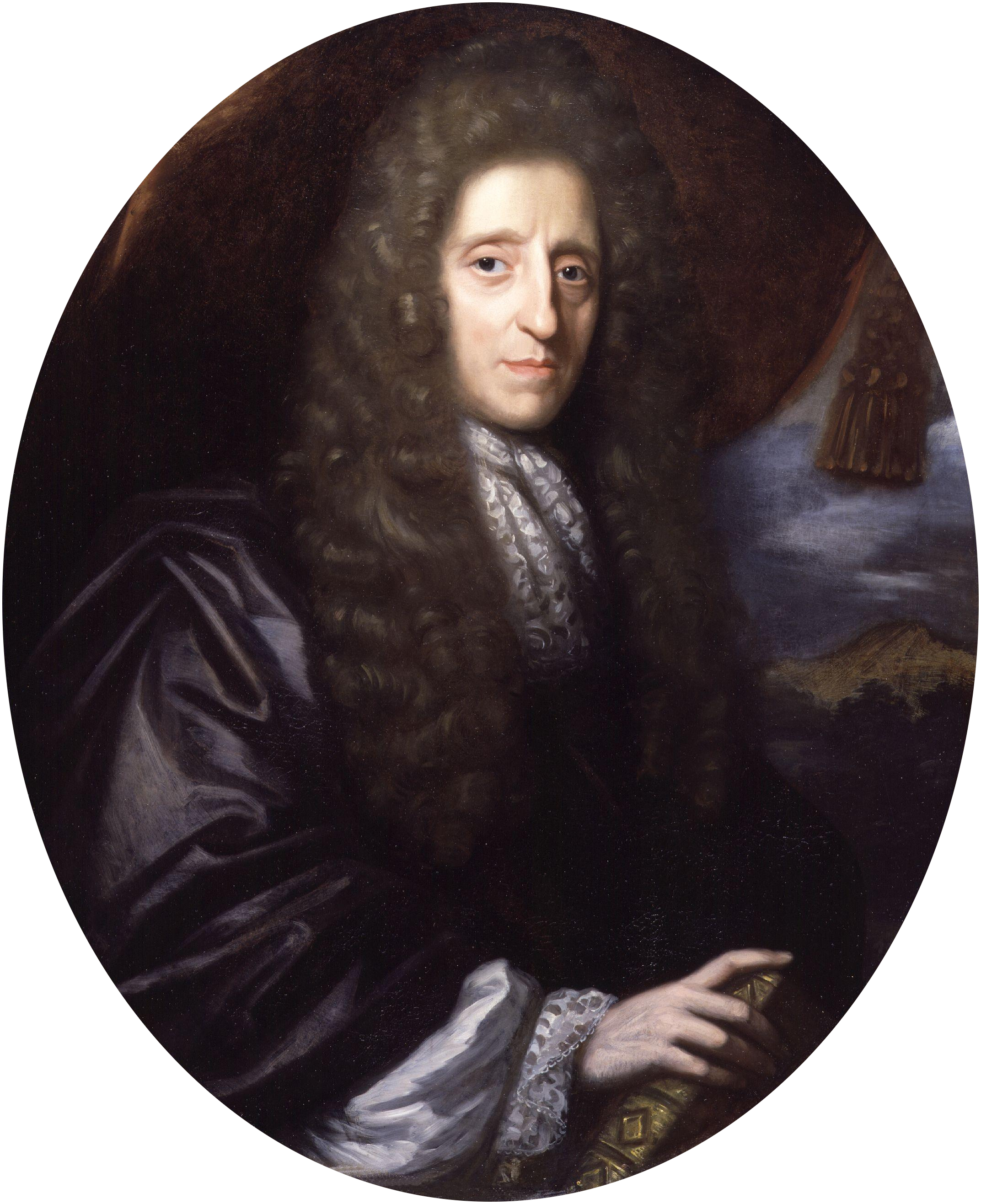
John Locke: consimțământul guvernării conferă legitimitate politică

## Tipuri
Legitimitatea este „o valoare prin care ceva sau cineva este recunoscut și acceptat ca fiind corect și potrivit”. În domeniul științei politice, legitimitatea este în mod obișnuit înțeleasă ca acceptarea populară și recunoașterea de către public a autorității unui regim de guvernare, prin care autoritatea are putere politică prin consimțământ și înțelegeri reciproce, nu prin coerciție. Cele trei tipuri de legitimitate politică descrise de sociologul german Max Weber sunt tradiționale, carismatice și rațional-juridice:
- O legitimitate tradițională derivă din obiceiurile societății care pun accentul pe istoria autorității tradiției. Tradiționaliștii înțeleg această formă de regulă ca fiind acceptabilă din punct de vedere istoric, de aici și continuitatea ei, pentru că așa este întotdeauna societatea. Prin urmare, instituțiile guvernării tradiționale sunt, de obicei, continuu istoric, ca și în monarhie și tribalism.
- Caracteristica carismatică derivă din ideile și carisma personală a liderului, o persoană a cărui personaj autoritar se încadrează și domină psihologic pe oamenii din societate pentru a se conforma regimului și guvernării guvernului. Un guvern carismatic prezintă, de obicei, instituții politice și administrative slabe, deoarece acestea obțin o autoritate de la personalul conducătorului și, de obicei, dispar fără liderul puterii. Cu toate acestea, dacă liderul carismatic are un succesor, un guvern derivat din legitimitatea carismatică ar putea continua.
- Legitimitatea rațional-legală derivă dintr-un sistem de procedură instituțională, în care instituțiile guvernamentale instituie și pun în aplicare legile și ordinea în interesul public. Prin urmare, prin încrederea publică, guvernul va respecta legea care conferă legitimitate rațional-legală.[3]

## Forme de legitimitate

Teocrație: Autoritatea divină a Egiptului, Horus fiind prezentat ca un șoim.

### Legitimitate religioasă
Într-o teocrație, legitimitatea guvernării derivă din autoritatea spirituală a unui zeu sau a unei zeițe. În Egiptul Antic (3150 î.Hr.), legitimitatea stăpânirii unui faraon a fost creată teologic prin doctrină care a pus pe faraon ca zeul patron egiptean Horus, fiul lui Osiris. În Biserica Romano-Catolică, preoția își derivă legitimitatea dintr-o sursă divină; Magisteriul Roman învață dogmatic că Isus Hristos l-a desemnat pe Sfântul Petru capul suprem și infailibil al întregii Biserici creștine și astfel fiecare episcop al Romei este sfințit.

### Legitimitatea civilă
Legitimitatea politică a unui guvern civil derivă din acordul instituțiilor constitutive autonome - legislative, judiciare, executive - combinate pentru binele comun național. O societate civilă într-o manieră acordă guvernelor legitimitate prin alegeri publice. Există, de asemenea, cei care resping legitimitatea oferită de alegerile publice, subliniind că volumul de legitimitate pe care îl pot acorda alegerile publice depinde în mod semnificativ de sistemul electoral care desfășoară alegerile. În Statele Unite, această problemă a apărut în jurul modului în care votarea este afectată de nemulțumirea și abrogarea unei părți din Legea drepturilor de vot în 2013.
Într-un efort determinat, ceea ce face ca un guvern să fie legitim, Centrul de Impact Public a lansat un proiect pentru a organiza o conversație globală despre legitimitate, invitând cetățenii, cadrele universitare și guvernele să participe. Organizația publică, de asemenea, studii de caz care iau în considerare tema legitimității în ceea ce privește proiectele din mai multe țări, inclusiv Bristol, Liban și Canada.

## Legitimitate și legalitate
Termenul legitimitate a apărut la începutul secolului al XIX-lea și a exprimat dorința de a restabili puterea regelui în Franța ca una legitimă, spre deosebire de puterea uzurpatorului. În același timp, acest cuvânt a dobândit un alt sens - recunoașterea puterii de stat și a teritoriului statului la nivel internațional. Cererea de legitimare a puterii a apărut ca o reacție împotriva schimbării forțate a puterii și redesenării frontierelor de stat, împotriva arbitrarității și a oclocrației.
Legitimitatea înseamnă recunoașterea de către populație a unui anumit guvern, precum și dreptul acestuia de a guverna. Masele sunt de acord să se supună unei astfel de autorități, considerându-o corectă, iar regulile existente sunt cele mai bune pentru țară. 
Legitimitatea puterii nu trebuie confundată cu conceptul de legalitate a puterii, care există și politologie.
Legalitatea puterii ține de normele legale existente în stat. Legitimitatea, spre deosebire de legalitate, nu este un fapt legal, ci un fenomen socio-psihologic. Orice guvernare care face legi, chiar nepopulare, dar asigură implementarea lor, este legală, dar poate fi ilegitimă, dacă nu este recunoscută de popor.